# Alperen Berber
Alperen Berber (Samsun, 28 marzo 2005) è un lottatore turco, specializzato nella lotta greco-romana. Si è laureato campione continentale nel torneo dei -82 kg agli europei di Bucarest 2024.

## Palmarès
| Anno | Manifestazione   | Sede                   | Evento | Risultato | Note |
| ---- | ---------------- | ---------------------- | ------ | --------- | ---- |
| 2021 | Europei cadetti  | Samokov                | 82 kg. | Argento   |      |
| 2022 | Mondiali cadetti | Roma                   | 82 kg. | Oro       |      |
| 2022 | Mondiali junior  | Sofia                  | 82 kg. | Bronzo    |      |
| 2023 | Europei junior   | Santiago di Compostela | 82 kg. | Argento   |      |
| 2023 | Mondiali junior  | Amman                  | 82 kg. | Oro       |      |
| 2023 | Europei U23      | Tirana                 | 82 kg. | Argento   |      |
| 2024 | Europei          | Bucarest               | 82 kg. | Oro       |      |